# Fazil' Abdulovič Iskander
Fazil' Abdulovič Iskander (in russo: Фазиль Абдулович Искандер; Sukhumi, 6 marzo 1929 – Peredelkino, 31 luglio 2016) è stato uno scrittore russo.
È ritenuto lo scrittore più famoso dell'Abcasia, diventato celebre nella ex Unione Sovietica per le sue descrizioni colorite della vita caucasica, scritte per lo più in lingua russa. Ha scritto diversi racconti, compreso Zaščita Čika, il cui protagonista è Čik, un ragazzino astuto e simpatico.
Iskander è probabilmente meglio conosciuto in occidente per Sandro di Čegem, un romanzo picaresco che narra la vita che si svolge in un immaginario villaggio abcaso dai primi anni del ventesimo secolo fino agli anni 70. Quest'opera sconclusionata, divertente e ironica ha indotto alcuni commentatori ad appellare Iskander come il "García Márquez dell'Abcasia", benché le caratteristiche tipiche del realismo magico non siano particolarmente evidenti nei suoi testi.
Delle sue opere ha ottenuto particolare successo anche I conigli e i serpenti, una satira sulla dittatura ambientata in una repubblica di animali.
Nel 1988 è stato insignito del premio Malaparte. Ha ricevuto inoltre il Premio Pushkin (1993) ed il Premio Triumph (1999).
Iskander ha preso le distanze dalle aspirazioni secessioniste abcase e ha criticato sia la comunità georgiana dell'Abcasia che quella abkhaza per i loro pregiudizi etnici, mettendoli in guardia che l'Abcasia rischierebbe di diventare un nuovo Nagorno-Karabakh. Queste sue posizioni gli hanno portato pesanti critiche dai suoi compatrioti abcazi.

## Opere tradotte in italiano
- Fazil' Iskander. Alessandro il grande, Torino, Paravia, 1961
- Fazil' Iskander. La costellazione del caprotoro. Palermo, Sellerio, 1988. ISBN 9788838904585 (il romanzo uscí a puntate sulla Domenica del Corriere negli anni Sessanta col titolo La costellazione del capriuro)
- Fazil' Iskander. Il tè e l'amore per il mare. Roma, E/O, 1998. ISBN 8876413472.
- Fazil' Iskander. La notte e il giorno di Čik. Roma, E/O, 1988. ISBN 8876410732.
- Fazil' Iskander. Oh, Marat. Palermo, Sellerio, 1989. ISBN 9788838905513.
- Fazil' Iskander. Sandro di Čegem. Torino, Einaudi, 1998. ISBN 8806148621.
- Fazil' Iskander. L'uomo e i suoi dintorni. Roma, Armando, 1998. ISBN 8871447786.
- Fazil' Iskander. L'energia della vergogna. Milano, Salani, 2014. ISBN 8867153226, 9788867153220.
- Fazil' Iskander. Conigli e boa. Roma, Atmosphere Libri, 2015. ISBN 8865641428, 978-8865641422.